# Benzoyloxygroep

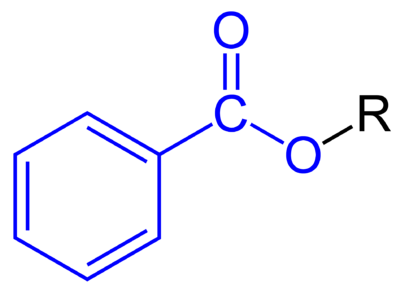
Structuurformule van een benzoyloxygroep.

Een benzoyloxygroep is een functionele groep, bestaande uit een benzoylgroep die via een zuurstofatoom aan de rest van de organische molecule is gebonden. De molecuulformule is C6H5C(=O)O-R. De functionele groep is afgeleid van benzoëzuur en worden aangetroffen in esters (zoals methylbenzoaat) en peroxiden (zoals benzoylperoxide).